# Le due facce del male
Le due facce del male (Brimstone and Treacle) è un film del 1982 diretto da Richard Loncraine.
Il film è un rifacimento del film per la TV Brimstone and Treacle, scritto e sceneggiato da di Dennis Potter nel 1976 ma messo in onda su BBC1 solo nel 1987.

## Trama
Martin Taylor è un giovane che vive di espedienti e adesca persone sconosciute per le vie di Londra, fingendo di conoscerle e di rivederle dopo tanto tempo. Un giorno nella sua trappola cade Tom Bates, un uomo che scrive necrologi in versi per la stampa evangelista e a cui Martin si presenta come un vecchio amico di sua figlia Patricia. Quest'ultima, come Martin apprende dallo stesso Bates, da quattro anni versa in uno stato semi-vegetativo dopo essere stata investita da un autocarro, il cui conducente è poi fuggito. 
Martin finge un malore alla notizia dell'incidente e prega Tom di accompagnarlo alla stazione più vicina; Bates gli chiede di attenderlo mentre va a prendere la sua auto, ma poi fugge. Tuttavia, il giovane gli ha sottratto il portafoglio e tramite i documenti all'interno scopre dove abita e si dirige perciò verso casa sua. 
Dai Bates intanto la vita si è fermata. Patricia è guarita fisicamente ma non è autosufficiente ed è incapace di parlare. Tom, un tempo uomo di fede, è ora profondamente disilluso e pessimista e ritiene inutile pregare per Patricia, né spera in un suo miglioramento; sua moglie Norma al contrario è convinta che la figlia capisca quanto avviene intorno a sé e possa un giorno riprendersi, anche grazie alle preghiere. Dall'epoca dell'incidente, inoltre, Norma non è più uscita di casa poiché deve accudire la figlia a tempo pieno e non può mai lasciarla sola. Per queste ragioni, fra i due regna un clima di frequente tensione. 
Martin bussa alla porta dei Bates a tarda sera, con la scusa di riportare a Tom il portafogli. Norma, vincendo la diffidenza del marito, lo accoglie e il giovane incomincia a raccontare ai due il suo amore per la figlia, di averla chiesta in sposa prima dell'incidente e, poiché Patricia aveva preso tempo, di essere poi andato a studiare arte in America. Se Norma è affascinata dal racconto e dalle parole appassionate che lo sconosciuto rivolge alla presunta amata, Tom sospetta cattive intenzioni poiché il giovane è assai vago sul proprio passato e non ha un lavoro. Martin intanto, sempre più subdolo, ottiene di fermarsi da loro per la notte.
Nottetempo, Tom rivive le tragiche circostanze dell'incidente: sua figlia lo aveva colto in flagrante adulterio con la segretaria e, fuggendo sconvolta, era appunto stata travolta da un camion. Il tormento dell'uomo sfocia poi in un incubo che ha anche Martin come protagonista.
L'indomani, mentre Tom è al lavoro, Martin persuade Norma a uscire e svagarsi per la prima volta dopo tanto tempo, impegnandosi ad occuparsi lui della casa e di sua figlia. Rimasto solo con Patricia, il giovane la imbocca ma subito dopo la molesta sessualmente. Al suo rientro Norma crede di cogliere una luce nuova nello sguardo della ragazza e, sempre più incantata da Martin, gli chiede di pregare insieme per la figlia.
La sera, a tavola, Tom in presenza di Martin sfoga con la moglie il proprio disappunto per la presenza in casa di quel giovane che non gli piace. Tuttavia, appreso che Martin ha imboccato la figlia, sbrigato le faccende di casa e preparato la cena, l'uomo si lascia convincere da Norma delle buone intenzioni del giovane e gli accorda di rimanere presso di loro come infermiere e cuoco. Martin dal canto suo si prodiga per riconciliare i due pontificando sull'armonia famigliare. A fine serata, i tre brindano con whisky e Norma convince il marito ad accompagnarli all'armonium, come non faceva ormai da anni, quindi tutti insieme intonano l'inno Bless This House.
La notte stessa, Martin si reca di soppiatto da Patricia per violentarla, ma non riesce a impedirle di urlare. I genitori accorrono, il giovane fugge da una finestra mentre la ragazza ritrova improvvisamente la parola riprendendo da dove aveva smesso, cioè inveendo contro il padre per l'adulterio, stavolta però alla presenza anche della madre.

## Critica
Pellicola decisamente controversa: Gaetano Mistretta la definisce «bizzarro e sgradevole thriller metafisico "à la" Teorema (1969) di Pasolini».